# Korey Toomer
Korey Toomer (Las Vegas, 9 dicembre 1988) è un ex giocatore di football americano statunitense che ha giocato nel ruolo di linebacker. Al college ha giocato a football all'Università dell'Idaho.

## Carriera professionistica

### Seattle Seahawks
Toomer fu scelto dai Seattle Seahawks nel corso del quinto giro (154º assoluto) del Draft NFL 2012. Passò due stagioni a Seattle, senza scendere mai in campo in una partita ufficiale. Il 27 agosto 2014 fu svincolato.

### Dallas Cowboys
Dopo essere stato svincolato, Toomer firmò coi Dallas Cowboys, con cui debuttò come professionista nella settimana 6 della stagione 2014 proprio contro la sua ex squadra, i Seahawks.

## Palmarès

### Franchigia
- Super Bowl : 1

Seattle Seahawks: Super Bowl XLVIII
- National Football Conference Championship: 1

Seattle Seahawks: 2013